# Банхиди, Бенце
Бенце Банхиди (венг. Bánhidi Bence; род. 9 февраля 1995, Дьёр) — венгерский гандболист, линейный клуба «Пик» и сборной Венгрии.

## Биография
С 2016 года — игрок гандбольного клуба «Пик».
Признан лучшим гандболистом Венгрии в 2019 году. В январе 2020 года признан лучшим линейным на чемпионате Европы (Венгрия заняла 9-е место на турнире).